# Panaque
O Panaque é um gênero de peixes que contém um pequeno número de pequenos e médios bagres sul-americanos. Este peixes são notáveis por estar entre os poucos vertebrados que se alimentam extensivamente de madeira.

## Características
Pacíficos e calmos, os panaques são de várias cores, podem ter pintas, listras, faixas e até albino, só que mais raro de se ver. Este peixe tem uma ventosa almofadada para nãο se machucar, pois se alimenta de microalgas presas em coisas ásperas que machucam os peixes, na natureza eles chegam a medir 60 cm em cativeiro, não passam dos 20 cm, se algum aquariofilista querer ter um exemplar deste incrível animal, terá que ter um aquário grande com peixes de bacia amazônica ou um aquário comunitário com peixes amazônicos e outros cascudos para que não sinta falta de peixes de sua família e que não agrida peixes pequenos e tímidos, a água deve ter o PH ligeiramente ácido a neutro, em temperatura de 24ºC a 27ºC.

## Espécies do gênero
- Panaque armbrusteri
- Panaque bathyphilus
- Panaque cochliodon
- Panaque nigrolineatus
- Panaque schaeferi
- Panaque suttonorum
- Panaque titan